# Cucina angolana

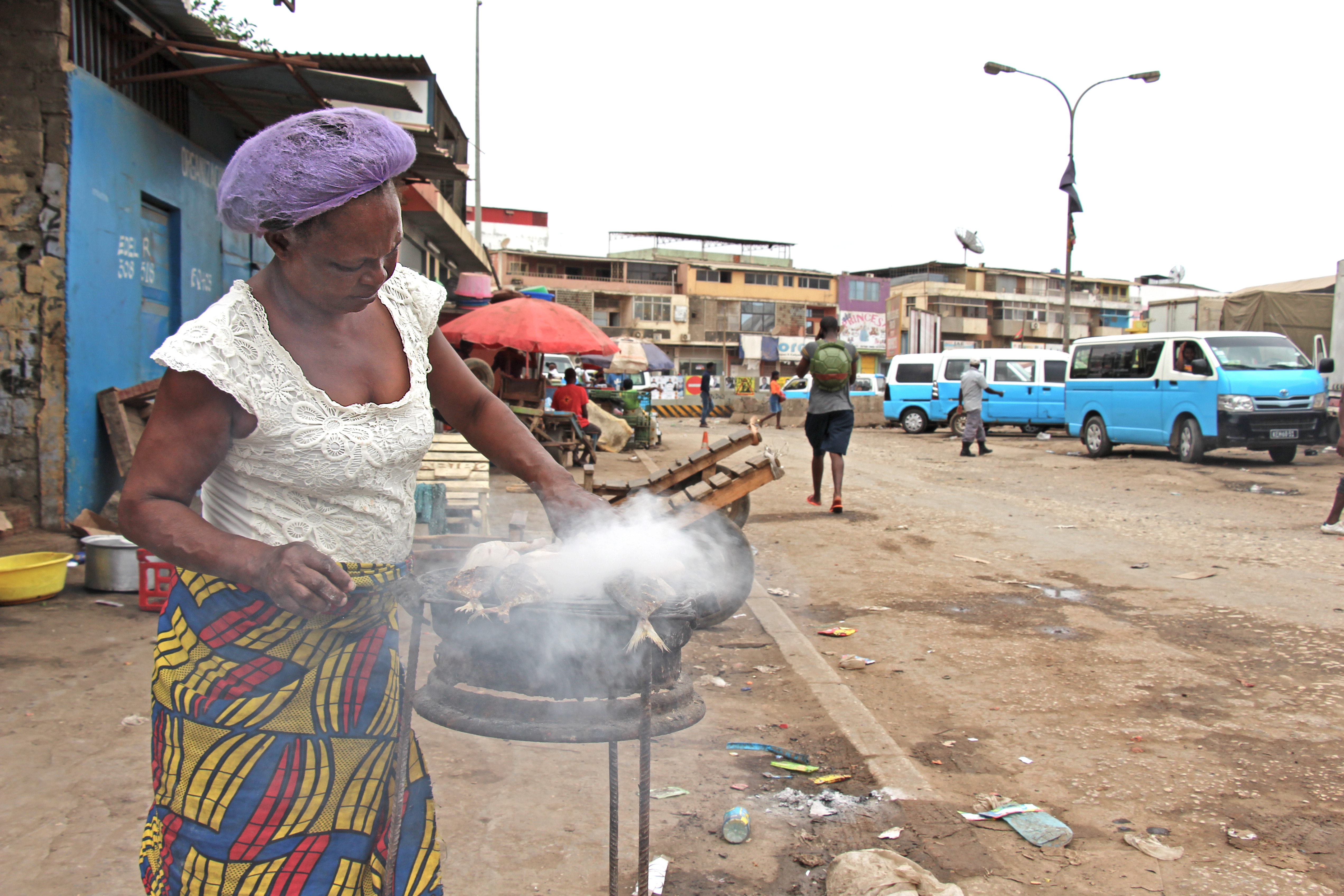
Cucina di strada

La cucina angolana ha subito forti influenze dalla cucina portoghese, per via del passato coloniale che ha legato i due stati. 
I portoghesi introdussero non solo alimenti e metodi di cottura della propria patria ma anche dalle altre colonie: molti piatti angolani, ad esempio, sono uguali o perlomeno simili ad alcuni piatti del Brasile. 
Tra gli ingredienti della cucina angolana vi sono:
- Olio di palma
- Ricavati della cassava come, ad esempio, la farina di manioca (con la quale viene preparata la farofa, piatto diffuso anche in Brasile)
- Legumi (fagioli)
- Piri piri, tipo di peperoni originari del Brasile
- Cocco
- Pesce: quello usato più di frequente è il tilapia, una specie di Cichlidae localmente chiamato kacusso.

Tra i piatti tipici dell'Angola vi sono:
- Funge, una sorta di polenta ottenuta con il mais
- Muamba de galinha, gallina condita con crema di arachidi
- Calulu di carne o pesce, stufati a base di carne o pesce essiccati
- Cocada Amarela, un budino a base di cocco, zucchero e tuorli d'uovo